# Canton de Hirsingue
Le canton de Hirsingue est une ancienne division administrative française, située dans le département du Haut-Rhin, en région Grand Est.
Il est supprimé par le décret no 2014-207 du 21 février 2014. À compter des élections départementales de 2015, les communes qui le composaient sont réparties entre le canton de Masevaux (onze communes) et le canton d'Altkirch (treize communes).

## Composition
Le canton de Hirsingue regroupait 24 communes :
|  | - Bettendorf ; - Bisel ; - Feldbach ; - Friesen ; - Fulleren ; - Grentzingen ; - Heimersdorf ; - Henflingen ; - Hindlingen ; - Hirsingue (chef-lieu) ; - Hirtzbach ; - Largitzen ; - Mertzen ; - Oberdorf ; - Pfetterhouse ; - Riespach ; - Ruederbach ; - Saint-Ulrich ; - Seppois-le-Bas ; - Seppois-le-Haut ; - Steinsoultz ; - Strueth ; - Ueberstrass ; - Waldighofen. |

## Représentation

### Conseillers généraux de 1833 à 1871 et de 1919 à 2015
| Période | Période | Identité                                                  | Étiquette                              | Qualité                                                       |
| ------- | ------- | --------------------------------------------------------- | -------------------------------------- | ------------------------------------------------------------- |
| 1833    | 1861    | Charles de Reinach de Hirtzbach                           | Centre gauche                          | Propriétaire à Hirtzbach Député (1827-1833) Pair de France    |
| 1861    | 1871    | Hesso-Antoine de Reinach de Hirtzbach (fils du précédent) | Majorité dynastique                    | Maire de Hirtzbach Député (1851-1869)                         |
|         |         |                                                           |                                        |                                                               |
| 1919    | 1940    | Joseph Brom                                               | UPR Centriste                          | Journaliste Adjoint au Maire de Mulhouse Sénateur (1936-1944) |
|         |         |                                                           |                                        |                                                               |
| 1945    | 1970    | Paul Meyer                                                | MRP puis RPF puis RS puis UNR puis UDR | Médecin généraliste Maire de Hirsingue (1945-1971)            |
| 1970    | 1988    | Gérard Klemm                                              | DVD puis UDR puis DVD                  | Instituteur Maire de Hirsingue (1971-1995)                    |
| 1988    | 2008    | Francis Demuth                                            | DVD                                    | Attaché commercial, maire de Seppois-le-Bas (1977-2014)       |
| 2008    | 2015    | Armand Reinhard                                           | DVG                                    | Éducateur spécialisé Maire de Hirsingue (1995-2020)           |

### Conseillers d'arrondissement (de 1833 à 1871 et de 1919 à 1940)
Le canton de Hirsingue avait deux conseillers d'arrondissement à partir de 1919.
| Période                                  | Période | Identité                    | Étiquette | Qualité |
| ---------------------------------------- | ------- | --------------------------- | --------- | --- |
| 1833                                     | 1836    | M. Colin                    |           | Colonel de la Garde nationale, propriétaire à Seppois-le-Bas                                                |
| 1836                                     | 1845    |                             |           | |
| 1845                                     | 1848    | Aloyse Schreyer (1794-1854) |           | Notaire à Hirsingue                                                                                         |
|                                          |         |                             |           | |
| 1919                                     | 1940    | Joseph Schmitt              | UPR       | Maire de Grentzingen                                                                                        |
| 1919                                     | 1928    | Joseph Münch                |           | Agriculteur et meunier, maire de Hirsingue                                                                  |
| 1928                                     | 1940    | Xavier Gschwind (1871-1947) | UPR       | Cultivateur, maire d'Hindlingen                                                                             |
| 1940                                     |         |                             |           | Les conseils d'arrondissement ont été suspendus par la loi du 12 octobre 1940 et n'ont jamais été réactivés |
| Les données manquantes sont à compléter. |         |                             |           | |